# Crozon-sur-Vauvre
Crozon-sur-Vauvre település Franciaországban, Indre megyében. Lakosainak száma 331 fő (2022. január 1.). Crozon-sur-Vauvre La Forêt-du-Temple, Aigurande, La Buxerette, Chassignolles, Crevant és Saint-Denis-de-Jouhet községekkel határos.

## Népesség
A település népességének változása:
| Lakosok száma | 733  | 543  | 450  | 355  | 358  | 345  | 340  | 332  | 330  | 331  |
|               | 1968 | 1982 | 1990 | 2006 | 2013 | 2015 | 2017 | 2019 | 2020 | 2022 |